# Didrik Solli-Tangen
Didrik Solli-Tangen (* 11. června 1987 Porsgrunn) je norský zpěvák.
Kariéru odstartoval účastí na Eurovision Song Contest 2010, kde reprezentoval Norsko s písní „My Heart Is Yours“, se kterou skončil na 20. místě. 1. listopadu 2010 vydal své první CD, které nese název Guilty Pleasures. Přestože studuje operní zpěv, ve své profesionální kariéře se zatím věnoval především populární hudbě.

## Diskografie

### Alba
- 2010: Guilty Pleasures
- 2013: The Journey
- 2020: Det skal bli Jul
- 2024: O Helga Natt

### Singly
- 2010: „My Heart Is Yours“
- 2010: „Best Kept Secret“
- 2011: „Compass“
- 2012: „We Can Do More“
- 2013: „Without you“
- 2013: „Six Ribbons“
- 2013: „Lyset i Betlehem“ (s Ole Edvard Antonsen & Sølvguttene)
- 2020: „Hjem“